# 重留定治
重留 定治（しげとめ さだはる）は日本の男性俳優、声優。またオフィスPSCの代表取締役社長でもある。

## 出演作

### テレビアニメ
- キャッツアイ（モブ）
- ダンボ

### ドラマ
- 太陽にほえろ!
- 誇りの報酬
- 特捜最前線
- 私鉄沿線97分署

### 舞台
- オイディプス王